# Pálinkó István
Pálinkó István (Kiskőrös, 1959. február 8. – Szeged, 2021. március 26.) magyar vegyész, egyetemi tanár, a kémiai tudományok kandidátusa (1990).

## Életpályája
Középiskolai tanulmányait a kecskeméti Katona József Gimnáziumban végezte. A szegedi József Attila Tudományegyetemen okleveles vegyészként 1983-ban kitüntetéses diplomát szerzett és azóta folyamatosan a Szegedi Tudományegyetem oktatója volt. Nemzetközi ismeretségű kutató, a kémia tudományok kandidátusa minősítést 1990-ben, az MTA doktora fokozatot 2007-ben szerezte meg. 
Több külföldi egyetemen végzett kutatómunkát, így például 1996–97 között Los Angelesben Oláh György intézetében dolgozott. A Szerves Kémiai Tanszéken kezdte oktató és kutatómunkáját, 2015 óta a tanszék egyetemi tanára volt. Az MTA Kémiai Osztályán 2016-től doktori képviselő volt, 2017-től az MTA Katalízis Munkabizottságának elnöke, 2020-tól az MTA Doktori Tanácsának tagja. 2021-ig a Kémiai Intézet vezetője, a Kémia Doktori Iskola helyettes vezetője, valamint a Kémiai Habilitációs Bizottság tagja volt. Új oktatási programok kidolgozásában vett részt, a Szegedi Tudományegyetem Természettudományi és Informatikai Kar számos bizottságában dolgozott, 1999-2002 között a kar gazdasági dékánhelyettese volt.
Fő kutatási érdeklődése a szerves kémiai katalízis volt, de emellett több szerves kémiai reakcióhoz kapcsolódó kutatási témával foglalkozott. A szerves kémia számos tárgyköréből tartott főkollégiumi előadásokat, irányította diákkörös és PhD hallgatók munkáját és összesen 17 doktorandusz hallgatója szerzett PhD fokozatot. 2009-ben Sipos Pállal együtt megalakította az Anyag- és Oldatszerkezeti Kutatócsoportot. 2013-ban habilitált a Szegedi Tudományegyetemen. Szűkebb szakterülete a heterogén katalízis, a szilárdtest kémia és a nanoszerkezetű anyagok felületének tanulmányozása. 
Kiemelkedő kutatási képességét jelzi a több mint 300 referált nemzetközi publikációja. Elismerésül Széchenyi Professzori Ösztöndíjakban részesült, valamint 2004-ben Oláh György-díjat vehetett át, a Szegedi Tudományegyetemen 2020-ban Pro Universitate kitüntetésben részesült. Szakmai területén számos hazai és nemzetközi konferenciát szervezett, szakmai szervezetekben is fontos szerepet töltött be, többek között 2015-től a Magyar Kémikusok Egyesületének főtitkára.

## Publikációk
- https://scholar.google.hu/citations?user=3V4Rs1EAAAAJ&hl=hu&oi=ao